# FindBugs
FindBugsとはビル・ピューとデビッド・ホベメイヤーが製作したオープンソースプログラムでJavaコードにあるバグを解析する。静的解析を使ってJavaプログラム内で100種類もの潜在的なエラーを検査する。FindBugsはソースコードではなくJavaバイトコード上で運用され、スタンドアロンのGUIアプリケーションで配布される。またEclipse、NetBeans、IntelliJ IDEA、Hudson、Jenkinsのプラグインとしても利用可能である。